# カーク・ショウ
カーク・ショウ（Kirk Shaw、1956年5月23日 - ）は、カナダ、アメリカ合衆国の映画プロデューサーである。

## フィルモグラフィ
- ファイアー・ツイスター Fire Twister (2015) 製作
- 新エクソシスト 悪霊祓い Way of the Wicked (2014) 製作 ?
- レジェンド・オブ・クリスタル・スカル Crystal Skulls (2014) 製作 (テレビ映画)
- ドライブ・ハード Drive Hard (2014) 製作
- ザ・シューター 大統領暗殺 Suddenly (2013) 製作総指揮
- ジェットストリーム Jet Stream (2013) 製作 (テレビ映画)
- アイス・ジョーズ Avalanche Sharks (2013) 製作総指揮
- ダブル -完全犯罪- Absolute Deception (2013) 製作
- バッド・ガンズ Bad Karma (2012) 製作総指揮
- ファイヤードラゴン Dracano (2012) 製作総指揮
- 逃げる女 Obsession (2011) 製作総指揮 (テレビ映画)
- ドルフ･ラングレン ザ・リベンジャー Icarus (2010) 製作
- 危険な誘惑 Seduced by Lies (2010) 製作総指揮 (テレビ映画)
- アルマゲドン2009 Polar Storm (2009) 製作総指揮 (テレビ映画)
- ハードワイヤー 奪われた記憶 Hardwired (2009) 製作
- ツイスター2010 Tornado Valley (2009) 製作 (テレビ映画)
- スティーヴン・セガール 沈黙の鎮魂歌 Driven to Kill (2009) 製作
- ジュラシック・プレデター Wyvern (2009) 製作 (テレビ映画)
- 最‘恐?!’絶叫計画 Stan Helsing (2009) 製作
- ラブ・クライム Personal Effects (2009) 製作
- スティーヴ・オースティン ザ・ダメージ Damage (2009) 製作総指揮
- ツイスター2008 Storm Cell (2008) 製作総指揮 (テレビ映画)
- ボディヒート/秘められた欲望 Poison Ivy: The Secret Society (2008) 製作総指揮 (テレビ映画)
- ディープ・アンダーカバー Tortured (2008) 製作
- オデュッセウス Odysseus & the Isle of Mists (2008) 製作
- アライブ While She Was Out (2008) 製作
- レイジング・インフェルノ Trial by Fire (2008) 製作総指揮 (テレビ映画)
- ザ・スフィンクス 秘密の扉 Riddles of the Sphinx (2008) 製作 (テレビ映画)
- ストーム・ゴッド Ba'al (2008) 製作総指揮 (テレビ映画)
- エアポート タービュランス (2008) 製作 (テレビ映画)
- PANDEMIC 感染惑星 Toxic Skies (2008) 製作総指揮 (テレビ映画)
- 女子高生ミステリー・ナイト Nightmare at the End of the Hall (2008) 製作総指揮 (テレビ映画)
- フィアー・フロム・デプス Troglodyte (2008) 製作総指揮 (テレビ映画)
- アート オブ ウォー2 The Art of War II: Betrayal (2008) 製作
- 雷神-RAIJIN- Kill Switch (2008) 製作・脚本
- ハート・ロッカー The Hurt Locker (2008) 製作
- UNDERCOVER アンダーカバー Secrets of an Undercover Wife (2007) 製作総指揮 (テレビ映画)
- AVA エイリアン VS.エイリアン インベージョン Alien Agent (2007) 製作総指揮
- ジュラシック・レイク Beyond Loch Ness (2007) 製作総指揮/製作 (テレビ映画)
- フライト・デスティネーション Termination Point (2007) 製作総指揮 (テレビ映画)
- バトル・イン・シアトル Battle in Seattle (2007) 製作
- コベナント Canes (2006) 製作総指揮
- スーパーストームXXX(トリプルエックス) Dark Storm (2006) 製作総指揮
- 私立探偵ストレイチー/偽りのセラピー Shock to the System (2006) 製作総指揮
- シスターズ Sisters (2006) 製作総指揮
- 超隕石 ～ファンタスティック・フォース～ Deadly Skies (2005) 製作総指揮 (テレビ映画)
- キラー・ゲーム ～呪われた鬼ごっこ～ Killer Bash (2005) 製作 (テレビ映画)
- 私立探偵ストレイチー Third Man Out (2005) 製作総指揮 (テレビ映画)
- モンスターアイランド Monster Island (2004) 製作総指揮 (テレビ映画)
- 感染源 BIOHAZARD Deep Evil (2004) 製作 (テレビ映画)
- ヘル・ファイヤー The Thing Below (2004) 製作
- ブラッド・エンジェルズ Thralls (2004) 製作
- バーティカル・ハンガー Snowman's Pass (2004) 製作総指揮
- ヘッドハンター Pursued (2004) 製作
- A.I.ジョー Maximum Surge (2003) 製作総指揮 (テレビ映画)
- リーサルレギオン Killer Bees! (2002) 製作 (テレビ映画)
- ヘルファイアー Wildfire 7: The Inferno (2002) 製作 (テレビ映画)